# Aleksandrs Golubevs
Aleksandrs Golubevs (Riga, 29 augustus 1981) is een Lets voetbalscheidsrechter. Hij is in dienst van FIFA en UEFA sinds 2011. Ook leidt hij wedstrijden in de A Lyga.
Op 30 juni 2016 floot Golubevs zijn eerste wedstrijd in de voorronde van de  UEFA Europa League. AEK Larnaca en SS Folgore/Falciano troffen elkaar in de eerste voorronde (3–0). In dit duel deelde de Golubevs vijf gele kaarten uit.
Zijn eerste interland floot hij op 15 oktober 2018, toen Luxemburg met 3–0 won tegen San Marino.

## Interlands
| Datum           | Plaats               | Wedstrijd              | Uitslag | Competitie                  | Kreeg geel | Kreeg voor de tweede keer geel en dus rood | Weggestuurd |
| --------------- | -------------------- | ---------------------- | ------- | --------------------------- | ---------- | ------------------------------------------ | ----------- |
| 15 oktober 2018 | Luxemburg, Luxemburg | Luxemburg – San Marino | 3 – 0   | UEFA Nations League 2018/19 | 1          | 1                                          | 0           |

Laatste aanpassing op 16 oktober 2018